# Семанов, Владимир Иванович
Влади́мир Ива́нович Сема́нов (3 марта 1933, Ленинград, СССР — 1 июля 2010, Гиссен, Германия) — русский литературовед, синолог, заслуженный профессор МГУ, доктор филологических наук.

## Образование
В 1955 году окончил Восточный факультет Ленинградского университета. Кандидат филологических наук (1962), тема диссертации «Китайская литература XIX — начала XX века и Лу Синь». Доктор филологических наук (1970), тема диссертации — «Эволюция китайского романа с конца XVIII по начало XX в.»

## Профессиональная деятельность
С 1973 по 2005 год работал на кафедре китайской филологии Института стран Азии и Африки МГУ. Преподавал историю китайской литературы  XIX века. Занимался исследованием современной китайской литературы, которую рассматривал в сравнительно-типологическом ключе.
Автор статьи «Лу Синь» в БСЭ. На работы Семанова также ссылаются статьи БСЭ «Китай», «Ли Жу-чжэнь», «Хуан Цзунь-сянь» и «Цы Си». Перу Семанова принадлежит ряд монографий на темы китайской истории и литературы, в том числе и переведённых на другие языки.
Один из составителей программы по истории китайской литературы (Москва, 2002 год).

### Переводы
В. И. Семанов выступал как профессиональный переводчик. Среди переведённых им книг — «Записки о кошачьем городе» Лао Шэ, «Цветы в море зла» Цзэн Пу, «Путешествие Лао Цаня» Лю Э.

## Переводы с китайского
- Ай У (Тан Даогэн). «Рассказы». — М. ГИХЛ. 1956 г. 232 с.
- Лю Э. «Путешествие Лао Цаня». — М. «Художественная литература». 1958 г. 264 с.
- Су Маньшу. «Одинокий лебедь. Повесть, новеллы». / Пер. с кит. В. Семанова. М. «Художественная литература». 1971 г. 128 с.
- Лу Синь. «Повести и рассказы». М. «Художественная литература» 1971 г. 495 с.
- Лао Шэ. «Записки о Кошачьем городе» // «Библиотека современной фантастики». Том 23. Антология. М.: Молодая гвардия, 1972.
- Гу Хуа. «В долине лотосов». Роман. М. «Радуга», 1986 г. 384 с.
- Лу Яо. «Судьба». М.: Молодая гвардия, 1988. — 168 с.
- Чжан Цзе. «Тяжелые крылья». М. «Радуга», 1989. — 352 с.
- Цзэн Пу. «Цветы в море зла». — М. «Художественная литература». 1990 г. 480 с.